# 佐藤信一郎 (コピーライター)
佐藤 信一郎（さとう しんいちろう、1964年12月 - ）は日本のコピーライター、フリーライター、アマチュアボクシング指導者。

## 経歴
- 1964年、愛媛県東宇和郡野村町（現西予市）生まれ。
- 愛媛県立新居浜商業高等学校(旧・愛媛県新居浜市立商業高等学校)卒業後、大阪芸術大学芸術学部文芸学科に進む。
- 卒業後は株式会社日本ブレーンセンター(現 エン・ジャパン株式会社)に入社、その後広告代理店数社にいずれも営業職で勤務。
- 1996年に独立し、ラッキー・スター(広告代理店)を創業。
- 2004年にアマチュアボクシング専門ジム創業
- 広告代理店であったラッキー・スターを広告制作事務所に業態変更、自らも営業職からコピーライターに転身。
- 2008年頃からはさらにライターとしての活動も始める。

## 主な仕事
- コピーライターとして求人広告、一般商業広告(カタログ、パンフレット、ラジオCM、他)
- ライターとしてウェブサイト・雑誌記事・書籍
- その他、アマチュアボクシング専門ジム「ラッキースターボクシングクラブ」の運営。

## 著作
- 『オリックス・バファローズあるある』（TOブックス、2014年6月15日発売） ISBN 978-4864722667

　　『オリックス・バファローズあるある』（2016年9月　電子書籍化)
- 『それでも僕たちはオリックスバファローズが好きなんだ』(未來書院　2018年6月26日発売　電子書籍)
- 『やっぱり僕たちはオリックスバファローズが好きなんだ』(未來書院　2019年2月20日発売　電子書籍)
- 『オリックスバファローズ　令和元年激闘録　前篇』(未來書院　2019年7月8日発売　電子書籍)
- 『オリックスバファローズ　令和元年激闘録　後篇』(未來書院　2019年10月1日発売　電子書籍)
- 『中年サラリーマンが本気出して副業やってみた』(未來書院　2020年8月21日発売　電子書籍)

## 特筆事項
- コピーライターとしてACC賞（ラジオ部門）他、約20回の受賞歴がある。その半数以上はラジオCM制作での受賞。
- 2008年にアダルト系の月刊誌に小説の連載（毎号読み切り）を持ったことがあるが、その雑誌が廃刊となったため連載は4回で終了。（誌名・筆名は不詳）
- 大阪芸術大学在学中はボクシング部に在籍していたが、漫画家の石山東吉も同大学・同ボクシング部に在籍しており、先輩と後輩の関係にあたる。